# Wols
 (septembre 2019).
Alfred Otto Wolfgang Schulze dit Wols, né le 27 mai 1913 à Berlin et mort le 1er septembre 1951 à Paris, est un plasticien allemand. Son nom d'artiste est un acronyme composé à partir de l'un de ses prénoms, Wolfgang, et de son patronyme,  Schulze.
Photographe, graveur, peintre et graphiste proche du surréalisme, Wols est considéré comme un pionnier de l'abstraction lyrique européenne et un représentant du tachisme et de l'art informel.

## Biographie

### Jeunesse
Conseiller du gouvernement, son père Alfred Schulze (1878-1929), est appelé en 1919 par le directeur ministériel et chef de la chancellerie d'État dans le service public de Saxe. Avec sa femme Eva Schulze, née Battmann (1886-1969), et ses deux enfants, Elfriede (Schulze-Battmann) et Alfred Otto Wolfgang (Schulze), il déménage en 1919 à Dresde. Comme il est représentant du ministère dans le conseil d'académie, de nombreux artistes de la ville de Dresde réalisent son portrait : Hugo Erfurth, Dr Alfred Schulze (photographie) et Otto Dix, Großstadt (Schulze jouant du saxophone).
En 1922, Wolfgang entre au collège d'État classique dans Dresde-Neustadt. Il cède en 1924 au zoo de Dresde son extraordinaire collection de reproductions de poissons et reptiles exotiques. De plus, Alfred Otto Wolfgang obtient à Noël 1924 son premier appareil photographique simple, peu après avoir reçu en cadeau un petit microscope. En 1926, la visite de la Großen Internationalen Kunstausstellung (grande exposition d'œuvres d'art internationale) avec des œuvres modernes et une exposition pour le 50e anniversaire de Paul Klee à Dresde lui laissent une impression durable. En 1927, Alfred Otto Wolfgang apprend le violon chez le chef d'orchestre de la chapelle d'État de Dresde Jan Dahmen et entre au collège classique Zum heiligen Kreuz à Dresde. Il est sportivement et musicalement actif jusqu'à la grave maladie de son père en 1928, qui meurt à 51 ans le 2 juillet 1929.
Ce décès précoce déclenche un lourd choc ; en 1930, Alfred Otto Wolfgang quitte l'école et reçoit un enseignement privé visant la préparation au baccalauréat. Mais malgré de bons résultats, l'admission à l'examen lui est refusée par le ministère. Il travaille par la suite dans un atelier Mercedes de Dresde et plus tard dans le studio de photographie estimé de la Juive Hongroise Genja Jonas (de), qui est connu pour des prises de vues de portrait. Il participe à des soirées de conversations de littérateurs et artistes de Dresde comme Otto Dix, Will Grohmann, Fritz Löffler, Fritz Bienert, Gret Palucca. Sur la demande de la mère, le célèbre photographe Hugo Erfurth confirme la qualité élevée des prises de vues d'Alfred Otto Wolfgang. Après un court séjour à l'école Reimann à Berlin, il se porte volontaire en 1932 pour quelques mois au Frobenius Institute pour une étude ethnologique à Francfort-sur-le-Main, où il inventorie avec enthousiasme les instruments de musique africains. Il s'était déjà arrêté en 1928 plusieurs semaines dans la maison de l'ethnologue Leo Frobenius, ami de la famille Schulze, au Lac Majeur.

### Émigration
Le 14 juillet 1932, Alfred Otto Wolfgang voyage avec une recommandation de l'artiste-enseignant du Bauhaus László Moholy-Nagy à Paris, où il va à une réunion avec les artistes Amédée Ozenfant et Fernand Léger. En février 1933, Schulze fait la connaissance à Paris de la Roumaine Hélène Marguerite Dabija, plus connue sous le nom de « Gréty » (1898-1984), qui fait partie, en collaboration avec sa sœur « Gazelle », du cercle de connaissances des surréalistes. Gréty se marie au poète surréaliste Jacques Baron, et fait connaître Schulze à Hans Arp, Alexander Calder, Alberto Giacometti et beaucoup d'autres personnalités de la scène parisienne du théâtre, de la littérature et des beaux-arts. Le 14 juillet 1933, Schulze part pour la dernière fois en Allemagne, pour régler des affaires d'héritage. Vue  la prise de pouvoir des nazis, il se décide à tourner le dos à sa patrie et à vivre à Paris. Il ne reviendra plus jamais en Allemagne.
Sans permis de travail, vivant à Paris dans des conditions misérables, il émigre en octobre 1933 d'abord à Barcelone puis alors à Majorque avec Gréty, qui travaille comme couturière de mode. Son refus de suivre l'ordre de convocation au service du travail obligatoire du Reich apporte constamment dans les années qui suivent des difficultés avec les autorités espagnoles et françaises aux Schulze. Sans papiers, il est considéré comme déserteur et apatride ce qui conduit à plusieurs reprises à des arrestations par la police. De Majorque, Schulze va avec Gréty s'établir en 1934 à Ibiza. Il travaille occasionnellement en tant que conducteur de taxi, guide pour étrangers et professeur d'allemand. En Espagne naissent des photographies, des dessins et des aquarelles, dont seulement un petit nombre est conservé. Vers fin 1935, il est expulsé d'Espagne[Par qui ?] et s'en retourne sur des chemins aventureux à travers les Pyrénées enneigées vers la France.

### Photographe à Paris
En 1936, Schulze reçoit avec l'aide de Fernand Léger et le muséologue Georges-Henri Rivière un permis de séjour limité avec obligation de notification mensuelle à la police de Paris. Encore sans permis de travail, il gagne sa subsistance avec la photographie. En 1937, il reçoit l'ordre officiel et lucratif de documenter en photographies le Pavillon de l’Élégance et de la Parure à l'exposition universelle de Paris. Il possède effectivement les droits exclusifs. Ses photographies inhabituelles de mode et d'intérieurs sont vendues comme cartes postales et imprimées dans beaucoup de revues de mode internationales. Son pseudonyme « Wols » vient également de cette période - une standardiste doit avoir mal compris son nom et l'avoir transmis réduit dans un télégramme. Du 30 janvier au 18 février 1937, ses travaux sont exposés pour la première fois publiquement dans la galerie de photographie renommée la Galerie de la Pléiade sous le titre Photographies par Wolf Schulze.
Entre 1937 et 1939, Wols travaille avec succès en tant que photographe de portrait et avec Gréty maintient des contacts amicaux étroits avec des acteurs, des auteurs et des artistes parisiens en formation, dont il photographie certains (clichés noir et blanc intenses et insolites de Roger Blin, Max Ernst, Jacques Prévert et Jacqueline Laurent, du jeune chanteur Mouloudji, de Rafael Alberti, de la peintre Sabine Hettner, de la danseuse Nina Weichberger et des actrices Sonia Mossé, Nicole Boubant et Susanne Magisson-Borel). En outre, Wols fait une série d'autoportraits, des photographies urbaines et des natures mortes.
La compagne de Man Ray, Adrienne Fidelin, est également un de ses modèles avant l'Occupation.

### Internement et fuite (1939-1945)

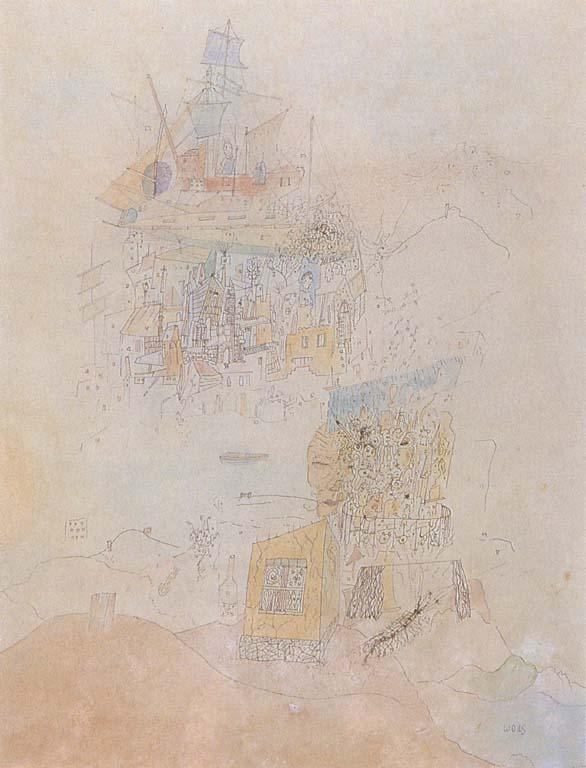
Désirs de liberté (Freiheitsdrang), encre et aquarelle sur papier vert, 1940.

Le 3 septembre 1939, immédiatement après le déclenchement de la Seconde Guerre mondiale, Wols est emprisonné avec beaucoup d'autres Allemands dans le Stade de Colombes puis enfermé en tant qu'« étranger ennemi » dans différents camps d'internement français : d'abord à Neuvy-sur-Barangeon, puis à Montargis, ensuite aux Milles près d'Aix-en-Provence et enfin à Saint-Nicolas de Campagnac près de Nîmes. Dans la tuilerie des Milles étaient internés avec lui Heinrich Davringhausen, Ernst Engel, Max Ernst, Lion Feuchtwanger, Henry Gowa, Walter Hasenclever, Franz Hessel, Alfred Kantorowicz, Max Lingner, Willy Maywald, Anton Räderscheidt, Max Raphael, Ferdinand Springer, Karl Wilczynski, notamment. Pendant cet internement, une multitude de dessins et d'aquarelles surréalistes naissent, inspirée par la vie au camp. Le 29 octobre 1940, Wols est libéré des Milles grâce à son mariage effectué peu auparavant avec Gréty, qui était depuis son mariage avec Jacques Baron une citoyenne française. L'historien de l'art John Rewald fait fonction de témoin au mariage à l'hôtel de ville d'Aix-en-Provence.
De novembre 1940 à décembre 1942, Wols et Gréty vivent une relation extrêmement difficile à Cassis et tentent, avec l'aide de l'américain Varian Fry et le Centre américain de secours ainsi que l'écrivaine américaine Kay Boyle d'émigrer aux États-Unis. Fry et Boyle reçoivent de l'artiste plus de cent aquarelles qui sont mises en vente à New York. En 1942, quand les nazis envahissent la zone non-occupée, Wols et Gréty quittent Cassis et se réfugient à Dieulefit, dans la Drôme, où le maire leur accorde un logement jusqu'à la fin de la guerre. Wols rencontre l'écrivain Henri-Pierre Roché, qui devient un des premiers collectionneurs de ses aquarelles. À Dieulefit, outre des aquarelles, des dessins et des feuilles de note, Wols reprend la photographie et commence à peindre à l'huile sur de petits formats. Mais sa dépendance à l'alcool détériore sa santé[réf. nécessaire].

### Artiste peintre-graveur
En 1945, Wols est de retour à Paris : sont exposées dans la Galerie René Drouin pour la première fois — et contre sa volonté —[Information douteuse] ses aquarelles. Il se lie d'amitié avec Jean-Paul Sartre, qui par la suite soutient l'artiste quant à ses difficultés financières et psychiques considérables. Doté par Drouin de toiles et de peinture à l'huile, Wols crée en peu de temps plus de 40 tableaux. Le 23 mai 1947, une exposition de ces peintures est organisée chez Drouin. Cette exposition choque le public parisien et présente brutalement l'artiste. Il participe aux expositions d'aperçus au Salon des réalités nouvelles et à L'Imaginaire (à côté d'œuvres de Hans Arp, Victor Brauner, Camille Bryen, Hans Hartung, Georges Mathieu, Jean-Paul Riopelle, Raoul Ubac) et se lie d'amitié avec Jean Paulhan et les peintres Georges Mathieu et Bernard Quentin. À côté d'illustrations de textes d'écrivains (Jean Paulhan, Jean-Paul Sartre, Franz Kafka, Antonin Artaud et Alain Borne) naît une œuvre graphique indépendante.
De 1948 à 1950, malgré des problèmes de santé, la séparation temporaire d'avec Gréty et des changements continuels de domicile, d'autres expositions suivent à Paris, Milan et New York, qui se concentrent sur les œuvres de Wols créées après 1945. Un contrat fixe de deux ans avec le galeriste Pierre Loeb assure la subsistance de Wols. En 1951, son état de santé s'aggrave de nouveau. Une inflammation des poumons, une ascite sur cirrhose du foie due à une dépendance à l'alcool et une jaunisse forcent Wols à une hospitalisation de plusieurs mois à Saint-Antoine pour une cure de désintoxication. En été 1951, Wols récupère au cours d'un séjour à Champigny-sur-Marne et est soigné par Gréty.
Dans la nuit du 24 au 25 août 1951, à la suite d'une consommation de viande avariée, Wols est transporté à l'hôpital. Se voyant mourir, il se fait transférer le 31 août par Gréty à l'hôtel luxueux de Montalembert, où il meurt le lendemain matin. Wols est inhumé le 4 septembre 1951 dans le columbarium du Cimetière du Père-Lachaise.

## Œuvre

### Catalogues d'expositions anthumes
- Wols, textes de Camille Bryen, Jean Sylveire, et Henri-Pierre Roché, Paris, Galerie René Drouin, décembre 1945.
- Wols, texte de René Guilly, Paris, Galerie René Drouin, mai 1947.
- HWPSMTB — Hans Hartung, Wols, Francis Picabia, François Stahly, Georges Mathieu, Michel Tapié, Camille Bryen —, Paris, Galerie Colette Allendy, avril 1948.
- [collectif] White and Black, Paris, Galerie des Deux Îles, juillet 1948.

### Écrits
- Eva Schulze a rédigé un agenda (inédit) durant la jeunesse de Wols, consultable dans le Kupferstichkabinett Dresden.
- Aphorismes, coll. « Histoire de l'Art », Paris, Flammarion, 2010.

### Ouvrages illustrés de son vivant
- Le Pavillon de l'Élégance, photographies, avec Henri Baranger, Denise Bellon, Émeric Feher, Paris, Arts et Métiers graphiques, avril 1938.
- Alain Borne, Brefs, Lyon, Cahiers de poésie des éditions Confluences, 1945.
- Jean-Paul Sartre, Visages précédé de Portraits officiels, pointes sèches, Paris, Seghers, 1948.
- Franz Kafka, L'Invité des morts. Dans notre synagogue. L'Épée. Lampes neuves, points sèches, trad. de Marthe Robert, Paris, Presses du livre français, 1948.
- Jean Paulhan, Le Berger d'Écosse. Les Passagers. La Pierre philosophale, pointes sèches, Paris, Presses du livre français, 1948.
- Jean-Paul Sartre, Nourritures suivi d'extraits de la Nausée, pointes sèches, Paris, Jacques Damase, 1949.

### Marché de l'art
Le 17 novembre 2000 s'est tenue à Drouot-Richelieu la vente « Wols » comprenant des photographies prises entre 1930 et 1939 et provenant de la collection de Gréty Wols. Viviane Esders était l'experte et éditait le catalogue de vente. Le 15 juin 2011 s'est tenue à Drouot-Richelieu la vente « Otto Wols » comprenant des dessins, aquarelles, tableaux, photographies, documents d’exposition, archives familiales et autographes d’artistes, d’écrivains, de galeristes, qu’il avait fréquentés. Sylvia Rathke-Köhl et Ewald Rathke, historiens de l’art, assurèrent l'expertise et le catalogue.[réf. nécessaire]

## Citation
- « Das Bild kann zur Natur eine Beziehung haben wie die Fuge Bachs zu Christus. Dann ist es keine Nachahmung, sondern eine analoge Schöpfung. » (« L'image peut avoir une relation avec la nature comme la fugue de Bach au Christ. Alors, ce n'est pas une imitation, mais une création analogue[11]. »)
- « Une toute petite feuille pour contenir le monde », in: Aphorismes.